# Tour de Luxembourg 2024
Le Tour de Luxembourg 2024 est la 84e édition de cette course cycliste masculine sur route. Il a lieu du 18 au 22 septembre 2024 au Luxembourg. Il se déroule en cinq étapes entre Luxembourg et Luxembourg sur un parcours de 705,8 km et fait partie du calendrier UCI ProSeries 2024 en catégorie 2.Pro.

## Équipes
19 équipes participent à ce Tour de Luxembourg: 10 équipes World teams, 8 professionnelles continentales et 1 équipe nationale.
| WorldTeams (10)- Movistar Team - Lidl-Trek - Decathlon-AG2R La Mondiale - EF Education-EasyPost - Alpecin-Deceuninck - UAE Team Emirates - Team Visma \| Lease a Bike - Soudal Quick-Step - Bahrain Victorious - Groupama-FDJ ProTeams (8)- Polti Kometa - TDT-Unibet - Team Flanders-Baloise - Lotto Dstny - Tudor Pro Cycling Team - Q36.5 Pro Cycling Team - TotalEnergies - Uno-X Mobility Équipe nationale- Luxembourg |
| |

## Étapes
| Étape     | Date     | Villes étapes             | type                        | Distance (km) | Vainqueur d'étape    | Leader du classement général |
| --------- | -------- | ------------------------- | --------------------------- | ------------- | -------------------- | ---------------------------- |
| 1re étape | 18 sept. | Luxembourg – Luxembourg   | étape vallonnée             | 158           | Mathieu van der Poel | Mathieu van der Poel         |
| 2e étape  | 19 sept. | Junglinster – Schifflange | étape vallonnée             | 155           | Mads Pedersen        | Mathieu van der Poel         |
| 3e étape  | 20 sept. | Rosport – Diekirch        | étape vallonnée             | 201,3         | Mauri Vansevenant    | Mauri Vansevenant            |
| 4e étape  | 21 sept. | Differdange – Differdange | contre-la-montre individuel | 15,5          | Juan Ayuso           | Mathieu van der Poel         |
| 5e étape  | 22 sept. | Mersch – Luxembourg       | étape vallonnée             | 176,9         | David Gaudu          | Antonio Tiberi               |

## Déroulement de la course

### 1reétape
La première étape de ce Tour de Luxembourg est une boucle tracée autour de la ville de Luxembourg, sur une distance de 158 kilomètres. Elle présente un profil vallonné avec un dénivelé positif de 2555 mètres.
| \| Classement de l'étape \| Classement de l'étape \| Classement de l'étape \| Classement de l'étape \| Classement de l'étape \| \| Coureur \| Coureur \| Pays \| Équipe \| Temps \| \| --------------------- \| --------------------- \| --------------------- \| -------------------------- \| --------------------- \| \| 1er \| Mathieu van der Poel \| Pays-Bas \| Alpecin-Deceuninck \| 3 h 46 min 26 s \| \| 2e \| Christophe Laporte \| France \| Team Visma \\| Lease a Bike \| + 0 s \| \| 3e \| Andreas Kron \| Danemark \| Lotto Dstny \| + 0 s \| \| 4e \| Bart Lemmen \| Pays-Bas \| Team Visma \\| Lease a Bike \| + 0 s \| \| 5e \| Finn Fisher-Black \| Nouvelle-Zélande \| UAE Team Emirates \| + 0 s \| \| 6e \| Antonio Tiberi \| Italie \| Bahrain Victorious \| + 0 s \| \| 7e \| Wilco Kelderman \| Pays-Bas \| Team Visma \\| Lease a Bike \| + 0 s \| \| 8e \| Ruben Guerreiro \| Portugal \| Movistar Team \| + 0 s \| \| 9e \| Jon Barrenetxea \| Espagne \| Movistar Team \| + 0 s \| \| 10e \| Jordan Labrosse \| France \| Decathlon-AG2R La Mondiale \| + 0 s \| |                      |                  |                            |                 |
| |                      |                  |                            |                 |
| |                      |                  |                            |                 |
| Classement de l'étape |                      |                  |                            |                 |
| Coureur | Coureur              | Pays             | Équipe                     | Temps           |
| 1er | Mathieu van der Poel | Pays-Bas         | Alpecin-Deceuninck         | 3 h 46 min 26 s |
| 2e | Christophe Laporte   | France           | Team Visma \| Lease a Bike | + 0 s           |
| 3e | Andreas Kron         | Danemark         | Lotto Dstny                | + 0 s           |
| 4e | Bart Lemmen          | Pays-Bas         | Team Visma \| Lease a Bike | + 0 s           |
| 5e | Finn Fisher-Black    | Nouvelle-Zélande | UAE Team Emirates          | + 0 s           |
| 6e | Antonio Tiberi       | Italie           | Bahrain Victorious         | + 0 s           |
| 7e | Wilco Kelderman      | Pays-Bas         | Team Visma \| Lease a Bike | + 0 s           |
| 8e | Ruben Guerreiro      | Portugal         | Movistar Team              | + 0 s           |
| 9e | Jon Barrenetxea      | Espagne          | Movistar Team              | + 0 s           |
| 10e | Jordan Labrosse      | France           | Decathlon-AG2R La Mondiale | + 0 s           |

| \| Classement général \| Classement général \| Classement général \| Classement général \| Classement général \| \| Coureur \| Coureur \| Pays \| Équipe \| Temps \| \| ------------------ \| -------------------- \| ------------------ \| -------------------------- \| ------------------ \| \| 1er \| Mathieu van der Poel \| Pays-Bas \| Alpecin-Deceuninck \| 3 h 46 min 18 s \| \| 2e \| Christophe Laporte \| France \| Team Visma \\| Lease a Bike \| + 4 s \| \| 3e \| Andreas Kron \| Danemark \| Lotto Dstny \| + 6 s \| \| 4e \| Marc Hirschi \| Suisse \| UAE Team Emirates \| + 9 s \| \| 5e \| Bart Lemmen \| Pays-Bas \| Team Visma \\| Lease a Bike \| + 10 s \| \| 6e \| Finn Fisher-Black \| Nouvelle-Zélande \| UAE Team Emirates \| + 10 s \| \| 7e \| Antonio Tiberi \| Italie \| Bahrain Victorious \| + 10 s \| \| 8e \| Wilco Kelderman \| Pays-Bas \| Team Visma \\| Lease a Bike \| + 10 s \| \| 9e \| Ruben Guerreiro \| Portugal \| Movistar Team \| + 10 s \| \| 10e \| Jon Barrenetxea \| Espagne \| Movistar Team \| + 10 s \| |                      |                  |                            |                 |
| |                      |                  |                            |                 |
| |                      |                  |                            |                 |
| Classement général |                      |                  |                            |                 |
| Coureur | Coureur              | Pays             | Équipe                     | Temps           |
| 1er | Mathieu van der Poel | Pays-Bas         | Alpecin-Deceuninck         | 3 h 46 min 18 s |
| 2e | Christophe Laporte   | France           | Team Visma \| Lease a Bike | + 4 s           |
| 3e | Andreas Kron         | Danemark         | Lotto Dstny                | + 6 s           |
| 4e | Marc Hirschi         | Suisse           | UAE Team Emirates          | + 9 s           |
| 5e | Bart Lemmen          | Pays-Bas         | Team Visma \| Lease a Bike | + 10 s          |
| 6e | Finn Fisher-Black    | Nouvelle-Zélande | UAE Team Emirates          | + 10 s          |
| 7e | Antonio Tiberi       | Italie           | Bahrain Victorious         | + 10 s          |
| 8e | Wilco Kelderman      | Pays-Bas         | Team Visma \| Lease a Bike | + 10 s          |
| 9e | Ruben Guerreiro      | Portugal         | Movistar Team              | + 10 s          |
| 10e | Jon Barrenetxea      | Espagne          | Movistar Team              | + 10 s          |

### 2eétape
| \| Classement de l'étape \| Classement de l'étape \| Classement de l'étape \| Classement de l'étape \| Classement de l'étape \| \| Coureur \| Coureur \| Pays \| Équipe \| Temps \| \| --------------------- \| --------------------- \| --------------------- \| -------------------------- \| --------------------- \| \| 1er \| Mads Pedersen \| Danemark \| Lidl-Trek \| 3 h 41 min 27 s \| \| 2e \| Mathieu van der Poel \| Pays-Bas \| Alpecin-Deceuninck \| + 0 s \| \| 3e \| Robin Froidevaux \| Suisse \| Tudor Pro Cycling Team \| + 0 s \| \| 4e \| Christophe Laporte \| France \| Team Visma \\| Lease a Bike \| + 0 s \| \| 5e \| Fred Wright \| Royaume-Uni \| Bahrain Victorious \| + 0 s \| \| 6e \| Mirco Maestri \| Italie \| Team Polti Kometa \| + 0 s \| \| 7e \| Ivo Oliveira \| Portugal \| UAE Team Emirates \| + 0 s \| \| 8e \| Laurence Pithie \| Nouvelle-Zélande \| Groupama-FDJ \| + 0 s \| \| 9e \| Lorenzo Milesi \| Italie \| Movistar Team \| + 0 s \| \| 10e \| Antonio Tiberi \| Italie \| Bahrain Victorious \| + 0 s \| |                      |                  |                            |                 |
| |                      |                  |                            |                 |
| |                      |                  |                            |                 |
| Classement de l'étape |                      |                  |                            |                 |
| Coureur | Coureur              | Pays             | Équipe                     | Temps           |
| 1er | Mads Pedersen        | Danemark         | Lidl-Trek                  | 3 h 41 min 27 s |
| 2e | Mathieu van der Poel | Pays-Bas         | Alpecin-Deceuninck         | + 0 s           |
| 3e | Robin Froidevaux     | Suisse           | Tudor Pro Cycling Team     | + 0 s           |
| 4e | Christophe Laporte   | France           | Team Visma \| Lease a Bike | + 0 s           |
| 5e | Fred Wright          | Royaume-Uni      | Bahrain Victorious         | + 0 s           |
| 6e | Mirco Maestri        | Italie           | Team Polti Kometa          | + 0 s           |
| 7e | Ivo Oliveira         | Portugal         | UAE Team Emirates          | + 0 s           |
| 8e | Laurence Pithie      | Nouvelle-Zélande | Groupama-FDJ               | + 0 s           |
| 9e | Lorenzo Milesi       | Italie           | Movistar Team              | + 0 s           |
| 10e | Antonio Tiberi       | Italie           | Bahrain Victorious         | + 0 s           |

| \| Classement général \| Classement général \| Classement général \| Classement général \| Classement général \| \| Coureur \| Coureur \| Pays \| Équipe \| Temps \| \| ------------------ \| -------------------- \| ------------------ \| -------------------------- \| ------------------ \| \| 1er \| Mathieu van der Poel \| Pays-Bas \| Alpecin-Deceuninck \| 7 h 27 min 39 s \| \| 2e \| Christophe Laporte \| France \| Team Visma \\| Lease a Bike \| + 10 s \| \| 3e \| Andreas Kron \| Danemark \| Lotto Dstny \| + 12 s \| \| 4e \| Marc Hirschi \| Suisse \| UAE Team Emirates \| + 12 s \| \| 5e \| Carl Fredrik Hagen \| Norvège \| Q36.5 Pro Cycling Team \| + 13 s \| \| 6e \| Idar Andersen \| Norvège \| Uno-X Mobility \| + 15 s \| \| 7e \| Harry Sweeny \| Australie \| EF Education-EasyPost \| + 15 s \| \| 8e \| Antonio Tiberi \| Italie \| Bahrain Victorious \| + 16 s \| \| 9e \| Mirco Maestri \| Italie \| Team Polti Kometa \| + 16 s \| \| 10e \| Jon Barrenetxea \| Espagne \| Movistar Team \| + 16 s \| |                      |           |                            |                 |
| |                      |           |                            |                 |
| |                      |           |                            |                 |
| Classement général |                      |           |                            |                 |
| Coureur | Coureur              | Pays      | Équipe                     | Temps           |
| 1er | Mathieu van der Poel | Pays-Bas  | Alpecin-Deceuninck         | 7 h 27 min 39 s |
| 2e | Christophe Laporte   | France    | Team Visma \| Lease a Bike | + 10 s          |
| 3e | Andreas Kron         | Danemark  | Lotto Dstny                | + 12 s          |
| 4e | Marc Hirschi         | Suisse    | UAE Team Emirates          | + 12 s          |
| 5e | Carl Fredrik Hagen   | Norvège   | Q36.5 Pro Cycling Team     | + 13 s          |
| 6e | Idar Andersen        | Norvège   | Uno-X Mobility             | + 15 s          |
| 7e | Harry Sweeny         | Australie | EF Education-EasyPost      | + 15 s          |
| 8e | Antonio Tiberi       | Italie    | Bahrain Victorious         | + 16 s          |
| 9e | Mirco Maestri        | Italie    | Team Polti Kometa          | + 16 s          |
| 10e | Jon Barrenetxea      | Espagne   | Movistar Team              | + 16 s          |

### 3eétape
| \| Classement de l'étape \| Classement de l'étape \| Classement de l'étape \| Classement de l'étape \| Classement de l'étape \| \| Coureur \| Coureur \| Pays \| Équipe \| Temps \| \| --------------------- \| --------------------- \| --------------------- \| -------------------------- \| --------------------- \| \| 1er \| Mauri Vansevenant \| Belgique \| Soudal Quick-Step \| 4 h 53 min 34 s \| \| 2e \| Mathieu van der Poel \| Pays-Bas \| Alpecin-Deceuninck \| + 41 s \| \| 3e \| Marc Hirschi \| Suisse \| UAE Team Emirates \| + 41 s \| \| 4e \| David Gaudu \| France \| Groupama-FDJ \| + 41 s \| \| 5e \| Bart Lemmen \| Pays-Bas \| Team Visma \\| Lease a Bike \| + 41 s \| \| 6e \| Nicolas Prodhomme \| France \| Decathlon-AG2R La Mondiale \| + 41 s \| \| 7e \| Andreas Kron \| Danemark \| Lotto Dstny \| + 41 s \| \| 8e \| Wilco Kelderman \| Pays-Bas \| Team Visma \\| Lease a Bike \| + 41 s \| \| 9e \| Juan Ayuso \| Espagne \| UAE Team Emirates \| + 41 s \| \| 10e \| Antonio Tiberi \| Italie \| Bahrain Victorious \| + 41 s \| |                      |          |                            |                 |
| |                      |          |                            |                 |
| |                      |          |                            |                 |
| Classement de l'étape |                      |          |                            |                 |
| Coureur | Coureur              | Pays     | Équipe                     | Temps           |
| 1er | Mauri Vansevenant    | Belgique | Soudal Quick-Step          | 4 h 53 min 34 s |
| 2e | Mathieu van der Poel | Pays-Bas | Alpecin-Deceuninck         | + 41 s          |
| 3e | Marc Hirschi         | Suisse   | UAE Team Emirates          | + 41 s          |
| 4e | David Gaudu          | France   | Groupama-FDJ               | + 41 s          |
| 5e | Bart Lemmen          | Pays-Bas | Team Visma \| Lease a Bike | + 41 s          |
| 6e | Nicolas Prodhomme    | France   | Decathlon-AG2R La Mondiale | + 41 s          |
| 7e | Andreas Kron         | Danemark | Lotto Dstny                | + 41 s          |
| 8e | Wilco Kelderman      | Pays-Bas | Team Visma \| Lease a Bike | + 41 s          |
| 9e | Juan Ayuso           | Espagne  | UAE Team Emirates          | + 41 s          |
| 10e | Antonio Tiberi       | Italie   | Bahrain Victorious         | + 41 s          |

| \| Classement général \| Classement général \| Classement général \| Classement général \| Classement général \| \| Coureur \| Coureur \| Pays \| Équipe \| Temps \| \| ------------------ \| -------------------- \| ------------------ \| -------------------------- \| ------------------ \| \| 1er \| Mauri Vansevenant \| Belgique \| Soudal Quick-Step \| 12 h 21 min 16 s \| \| 2e \| Mathieu van der Poel \| Pays-Bas \| Alpecin-Deceuninck \| + 32 s \| \| 3e \| Marc Hirschi \| Suisse \| UAE Team Emirates \| + 45 s \| \| 4e \| Andreas Kron \| Danemark \| Lotto Dstny \| + 50 s \| \| 5e \| Harry Sweeny \| Australie \| EF Education-EasyPost \| + 53 s \| \| 6e \| Antonio Tiberi \| Italie \| Bahrain Victorious \| + 54 s \| \| 7e \| Davide Piganzoli \| Italie \| Team Polti Kometa \| + 54 s \| \| 8e \| Bart Lemmen \| Pays-Bas \| Team Visma \\| Lease a Bike \| + 54 s \| \| 9e \| Wilco Kelderman \| Pays-Bas \| Team Visma \\| Lease a Bike \| + 54 s \| \| 10e \| David Gaudu \| France \| Groupama-FDJ \| + 54 s \| |                      |           |                            |                  |
| |                      |           |                            |                  |
| |                      |           |                            |                  |
| Classement général |                      |           |                            |                  |
| Coureur | Coureur              | Pays      | Équipe                     | Temps            |
| 1er | Mauri Vansevenant    | Belgique  | Soudal Quick-Step          | 12 h 21 min 16 s |
| 2e | Mathieu van der Poel | Pays-Bas  | Alpecin-Deceuninck         | + 32 s           |
| 3e | Marc Hirschi         | Suisse    | UAE Team Emirates          | + 45 s           |
| 4e | Andreas Kron         | Danemark  | Lotto Dstny                | + 50 s           |
| 5e | Harry Sweeny         | Australie | EF Education-EasyPost      | + 53 s           |
| 6e | Antonio Tiberi       | Italie    | Bahrain Victorious         | + 54 s           |
| 7e | Davide Piganzoli     | Italie    | Team Polti Kometa          | + 54 s           |
| 8e | Bart Lemmen          | Pays-Bas  | Team Visma \| Lease a Bike | + 54 s           |
| 9e | Wilco Kelderman      | Pays-Bas  | Team Visma \| Lease a Bike | + 54 s           |
| 10e | David Gaudu          | France    | Groupama-FDJ               | + 54 s           |

### 4eétape
| \| Classement de l'étape \| Classement de l'étape \| Classement de l'étape \| Classement de l'étape \| Classement de l'étape \| \| Coureur \| Coureur \| Pays \| Équipe \| Temps \| \| --------------------- \| --------------------- \| --------------------- \| --------------------- \| --------------------- \| \| 1er \| Juan Ayuso \| Espagne \| UAE Team Emirates \| 19 min 11 s \| \| 2e \| Antonio Tiberi \| Italie \| Bahrain Victorious \| + 7 s \| \| 3e \| Mads Pedersen \| Danemark \| Lidl-Trek \| + 11 s \| \| 4e \| Marc Hirschi \| Suisse \| UAE Team Emirates \| + 14 s \| \| 5e \| Mathieu van der Poel \| Pays-Bas \| Alpecin-Deceuninck \| + 19 s \| \| 6e \| Felix Großschartner \| Autriche \| UAE Team Emirates \| + 20 s \| \| 7e \| Lorenzo Milesi \| Italie \| Movistar Team \| + 20 s \| \| 8e \| Quinn Simmons \| États-Unis \| Lidl-Trek \| + 26 s \| \| 9e \| Harry Sweeny \| Australie \| EF Education-EasyPost \| + 26 s \| \| 10e \| Alex Kirsch \| Luxembourg \| Lidl-Trek \| + 31 s \| |                      |            |                       |             |
| |                      |            |                       |             |
| |                      |            |                       |             |
| Classement de l'étape |                      |            |                       |             |
| Coureur | Coureur              | Pays       | Équipe                | Temps       |
| 1er | Juan Ayuso           | Espagne    | UAE Team Emirates     | 19 min 11 s |
| 2e | Antonio Tiberi       | Italie     | Bahrain Victorious    | + 7 s       |
| 3e | Mads Pedersen        | Danemark   | Lidl-Trek             | + 11 s      |
| 4e | Marc Hirschi         | Suisse     | UAE Team Emirates     | + 14 s      |
| 5e | Mathieu van der Poel | Pays-Bas   | Alpecin-Deceuninck    | + 19 s      |
| 6e | Felix Großschartner  | Autriche   | UAE Team Emirates     | + 20 s      |
| 7e | Lorenzo Milesi       | Italie     | Movistar Team         | + 20 s      |
| 8e | Quinn Simmons        | États-Unis | Lidl-Trek             | + 26 s      |
| 9e | Harry Sweeny         | Australie  | EF Education-EasyPost | + 26 s      |
| 10e | Alex Kirsch          | Luxembourg | Lidl-Trek             | + 31 s      |

| \| Classement général \| Classement général \| Classement général \| Classement général \| Classement général \| \| Coureur \| Coureur \| Pays \| Équipe \| Temps \| \| ------------------ \| -------------------- \| ------------------ \| -------------------------- \| ------------------ \| \| 1er \| Mathieu van der Poel \| Pays-Bas \| Alpecin-Deceuninck \| 12 h 41 min 18 s \| \| 2e \| Juan Ayuso \| Espagne \| UAE Team Emirates \| + 3 s \| \| 3e \| Mauri Vansevenant \| Belgique \| Soudal Quick-Step \| + 3 s \| \| 4e \| Marc Hirschi \| Suisse \| UAE Team Emirates \| + 8 s \| \| 5e \| Antonio Tiberi \| Italie \| Bahrain Victorious \| + 10 s \| \| 6e \| Harry Sweeny \| Australie \| EF Education-EasyPost \| + 28 s \| \| 7e \| David Gaudu \| France \| Groupama-FDJ \| + 39 s \| \| 8e \| Davide Piganzoli \| Italie \| Team Polti Kometa \| + 46 s \| \| 9e \| Mats Wenzel \| Luxembourg \| Lidl-Trek Future Racing \| + 57 s \| \| 10e \| Wilco Kelderman \| Pays-Bas \| Team Visma \\| Lease a Bike \| + 1 min 02 s \| |                      |            |                            |                  |
| |                      |            |                            |                  |
| |                      |            |                            |                  |
| Classement général |                      |            |                            |                  |
| Coureur | Coureur              | Pays       | Équipe                     | Temps            |
| 1er | Mathieu van der Poel | Pays-Bas   | Alpecin-Deceuninck         | 12 h 41 min 18 s |
| 2e | Juan Ayuso           | Espagne    | UAE Team Emirates          | + 3 s            |
| 3e | Mauri Vansevenant    | Belgique   | Soudal Quick-Step          | + 3 s            |
| 4e | Marc Hirschi         | Suisse     | UAE Team Emirates          | + 8 s            |
| 5e | Antonio Tiberi       | Italie     | Bahrain Victorious         | + 10 s           |
| 6e | Harry Sweeny         | Australie  | EF Education-EasyPost      | + 28 s           |
| 7e | David Gaudu          | France     | Groupama-FDJ               | + 39 s           |
| 8e | Davide Piganzoli     | Italie     | Team Polti Kometa          | + 46 s           |
| 9e | Mats Wenzel          | Luxembourg | Lidl-Trek Future Racing    | + 57 s           |
| 10e | Wilco Kelderman      | Pays-Bas   | Team Visma \| Lease a Bike | + 1 min 02 s     |

### 5eétape
| \| Classement de l'étape \| Classement de l'étape \| Classement de l'étape \| Classement de l'étape \| Classement de l'étape \| \| Coureur \| Coureur \| Pays \| Équipe \| Temps \| \| --------------------- \| --------------------- \| --------------------- \| -------------------------- \| --------------------- \| \| 1er \| David Gaudu \| France \| Groupama-FDJ \| 4 h 06 min 03 s \| \| 2e \| Quinn Simmons \| États-Unis \| Lidl-Trek \| + 3 s \| \| 3e \| Jordan Jegat \| France \| TotalEnergies \| + 3 s \| \| 4e \| Antonio Tiberi \| Italie \| Bahrain Victorious \| + 3 s \| \| 5e \| Mads Pedersen \| Danemark \| Lidl-Trek \| + 29 s \| \| 6e \| Mathieu van der Poel \| Pays-Bas \| Alpecin-Deceuninck \| + 29 s \| \| 7e \| Juan Ayuso \| Espagne \| UAE Team Emirates \| + 31 s \| \| 8e \| Bastien Tronchon \| France \| Decathlon-AG2R La Mondiale \| + 31 s \| \| 9e \| Mauri Vansevenant \| Belgique \| Soudal Quick-Step \| + 31 s \| \| 10e \| Marc Hirschi \| Suisse \| UAE Team Emirates \| + 31 s \| |                      |            |                            |                 |
| |                      |            |                            |                 |
| |                      |            |                            |                 |
| Classement de l'étape |                      |            |                            |                 |
| Coureur | Coureur              | Pays       | Équipe                     | Temps           |
| 1er | David Gaudu          | France     | Groupama-FDJ               | 4 h 06 min 03 s |
| 2e | Quinn Simmons        | États-Unis | Lidl-Trek                  | + 3 s           |
| 3e | Jordan Jegat         | France     | TotalEnergies              | + 3 s           |
| 4e | Antonio Tiberi       | Italie     | Bahrain Victorious         | + 3 s           |
| 5e | Mads Pedersen        | Danemark   | Lidl-Trek                  | + 29 s          |
| 6e | Mathieu van der Poel | Pays-Bas   | Alpecin-Deceuninck         | + 29 s          |
| 7e | Juan Ayuso           | Espagne    | UAE Team Emirates          | + 31 s          |
| 8e | Bastien Tronchon     | France     | Decathlon-AG2R La Mondiale | + 31 s          |
| 9e | Mauri Vansevenant    | Belgique   | Soudal Quick-Step          | + 31 s          |
| 10e | Marc Hirschi         | Suisse     | UAE Team Emirates          | + 31 s          |

## Classements finals

### Classement général final
| \| Classement général \| Classement général \| Classement général \| Classement général \| Classement général \| \| Coureur \| Coureur \| Pays \| Équipe \| Temps \| \| ------------------ \| -------------------- \| ------------------ \| --------------------- \| ------------------ \| \| 1er \| Antonio Tiberi \| Italie \| Bahrain Victorious \| 16 h 47 min 34 s \| \| 2e \| Mathieu van der Poel \| Pays-Bas \| Alpecin-Deceuninck \| + 15 s \| \| 3e \| David Gaudu \| France \| Groupama-FDJ \| + 16 s \| \| 4e \| Mauri Vansevenant \| Belgique \| Soudal Quick-Step \| + 19 s \| \| 5e \| Juan Ayuso \| Espagne \| UAE Team Emirates \| + 21 s \| \| 6e \| Marc Hirschi \| Suisse \| UAE Team Emirates \| + 26 s \| \| 7e \| Harry Sweeny \| Australie \| EF Education-EasyPost \| + 46 s \| \| 8e \| Jordan Jegat \| France \| TotalEnergies \| + 54 s \| \| 9e \| Davide Piganzoli \| Italie \| Team Polti Kometa \| + 1 min 04 s \| \| 10e \| Mats Wenzel \| Luxembourg \| Luxembourg \| + 1 min 15 s \| |                      |            |                       |                  |
| |                      |            |                       |                  |
| Source : ProCyclingStats |                      |            |                       |                  |
| Classement général |                      |            |                       |                  |
| Coureur | Coureur              | Pays       | Équipe                | Temps            |
| 1er | Antonio Tiberi       | Italie     | Bahrain Victorious    | 16 h 47 min 34 s |
| 2e | Mathieu van der Poel | Pays-Bas   | Alpecin-Deceuninck    | + 15 s           |
| 3e | David Gaudu          | France     | Groupama-FDJ          | + 16 s           |
| 4e | Mauri Vansevenant    | Belgique   | Soudal Quick-Step     | + 19 s           |
| 5e | Juan Ayuso           | Espagne    | UAE Team Emirates     | + 21 s           |
| 6e | Marc Hirschi         | Suisse     | UAE Team Emirates     | + 26 s           |
| 7e | Harry Sweeny         | Australie  | EF Education-EasyPost | + 46 s           |
| 8e | Jordan Jegat         | France     | TotalEnergies         | + 54 s           |
| 9e | Davide Piganzoli     | Italie     | Team Polti Kometa     | + 1 min 04 s     |
| 10e | Mats Wenzel          | Luxembourg | Luxembourg            | + 1 min 15 s     |

### Classements annexes
| Classement par points | Classement par points | Classement par points | Classement par points      | Classement par points |
| Coureur               | Coureur               | Pays                  | Équipe                     | Points                |
| --------------------- | --------------------- | --------------------- | -------------------------- | --------------------- |
| 1er                   | Mathieu van der Poel  | Pays-Bas              | Alpecin-Deceuninck         | 70 pts                |
| 2e                    | Mads Pedersen         | Danemark              | Lidl-Trek                  | 42 pts                |
| 3e                    | Antonio Tiberi        | Italie                | Bahrain Victorious         | 37 pts                |
| 4e                    | Marc Hirschi          | Suisse                | UAE Team Emirates          | 34 pts                |
| 5e                    | David Gaudu           | France                | Groupama-FDJ               | 31 pts                |
| 6e                    | Mauri Vansevenant     | Belgique              | Soudal Quick-Step          | 30 pts                |
| 7e                    | Juan Ayuso            | Espagne               | UAE Team Emirates          | 27 pts                |
| 8e                    | Quinn Simmons         | États-Unis            | Lidl-Trek                  | 20 pts                |
| 9e                    | Wilco Kelderman       | Pays-Bas              | Team Visma \| Lease a Bike | 13 pts                |
| 10e                   | Jordan Jegat          | France                | TotalEnergies              | 13 pts                |

| Classement par points | Classement par points | Classement par points | Classement par points      | Classement par points |
| Coureur               | Coureur               | Pays                  | Équipe                     | Points                |
| --------------------- | --------------------- | --------------------- | -------------------------- | --------------------- |
| 1er                   | Mathieu van der Poel  | Pays-Bas              | Alpecin-Deceuninck         | 70 pts                |
| 2e                    | Mads Pedersen         | Danemark              | Lidl-Trek                  | 42 pts                |
| 3e                    | Antonio Tiberi        | Italie                | Bahrain Victorious         | 37 pts                |
| 4e                    | Marc Hirschi          | Suisse                | UAE Team Emirates          | 34 pts                |
| 5e                    | David Gaudu           | France                | Groupama-FDJ               | 31 pts                |
| 6e                    | Mauri Vansevenant     | Belgique              | Soudal Quick-Step          | 30 pts                |
| 7e                    | Juan Ayuso            | Espagne               | UAE Team Emirates          | 27 pts                |
| 8e                    | Quinn Simmons         | États-Unis            | Lidl-Trek                  | 20 pts                |
| 9e                    | Wilco Kelderman       | Pays-Bas              | Team Visma \| Lease a Bike | 13 pts                |
| 10e                   | Jordan Jegat          | France                | TotalEnergies              | 13 pts                |

| Classement de la montagne | Classement de la montagne | Classement de la montagne | Classement de la montagne  | Classement de la montagne |
| Coureur                   | Coureur                   | Pays                      | Équipe                     | Points                    |
| ------------------------- | ------------------------- | ------------------------- | -------------------------- | ------------------------- |
| 1er                       | Pepijn Reinderink         | Pays-Bas                  | Soudal Quick-Step          | 26 pts                    |
| 2e                        | Mauri Vansevenant         | Belgique                  | Soudal Quick-Step          | 20 pts                    |
| 3e                        | Louis Vervaeke            | Belgique                  | Soudal Quick-Step          | 16 pts                    |
| 4e                        | Johannes Kulset           | Norvège                   | Uno-X Mobility             | 11 pts                    |
| 5e                        | Johannes Staune-Mittet    | Norvège                   | Team Visma \| Lease a Bike | 10 pts                    |
| 6e                        | Mattia Bais               | Italie                    | Team Polti Kometa          | 10 pts                    |
| 7e                        | Alexandre Kess            | Luxembourg                | Philippe Wagner-Bazin      | 9 pts                     |
| 8e                        | Archie Ryan               | Irlande                   | EF Education-EasyPost      | 8 pts                     |
| 9e                        | Davide Piganzoli          | Italie                    | Team Polti Kometa          | 5 pts                     |
| 10e                       | Bastien Tronchon          | France                    | Decathlon-AG2R La Mondiale | 5 pts                     |

| Classement de la montagne | Classement de la montagne | Classement de la montagne | Classement de la montagne  | Classement de la montagne |
| Coureur                   | Coureur                   | Pays                      | Équipe                     | Points                    |
| ------------------------- | ------------------------- | ------------------------- | -------------------------- | ------------------------- |
| 1er                       | Pepijn Reinderink         | Pays-Bas                  | Soudal Quick-Step          | 26 pts                    |
| 2e                        | Mauri Vansevenant         | Belgique                  | Soudal Quick-Step          | 20 pts                    |
| 3e                        | Louis Vervaeke            | Belgique                  | Soudal Quick-Step          | 16 pts                    |
| 4e                        | Johannes Kulset           | Norvège                   | Uno-X Mobility             | 11 pts                    |
| 5e                        | Johannes Staune-Mittet    | Norvège                   | Team Visma \| Lease a Bike | 10 pts                    |
| 6e                        | Mattia Bais               | Italie                    | Team Polti Kometa          | 10 pts                    |
| 7e                        | Alexandre Kess            | Luxembourg                | Philippe Wagner-Bazin      | 9 pts                     |
| 8e                        | Archie Ryan               | Irlande                   | EF Education-EasyPost      | 8 pts                     |
| 9e                        | Davide Piganzoli          | Italie                    | Team Polti Kometa          | 5 pts                     |
| 10e                       | Bastien Tronchon          | France                    | Decathlon-AG2R La Mondiale | 5 pts                     |

| Classement du meilleur jeune | Classement du meilleur jeune | Classement du meilleur jeune | Classement du meilleur jeune | Classement du meilleur jeune |
| Coureur                      | Coureur                      | Pays                         | Équipe                       | Temps                        |
| ---------------------------- | ---------------------------- | ---------------------------- | ---------------------------- | ---------------------------- |
| 1er                          | Antonio Tiberi               | Italie                       | Bahrain Victorious           | 16 h 47 min 34 s             |
| 2e                           | Mauri Vansevenant            | Belgique                     | Soudal Quick-Step            | + 19 s                       |
| 3e                           | Juan Ayuso                   | Espagne                      | UAE Team Emirates            | + 21 s                       |
| 4e                           | Jordan Jegat                 | France                       | TotalEnergies                | + 54 s                       |
| 5e                           | Davide Piganzoli             | Italie                       | Team Polti Kometa            | + 1 min 04 s                 |
| 6e                           | Mats Wenzel                  | Luxembourg                   | Luxembourg                   | + 1 min 15 s                 |
| 7e                           | Quinn Simmons                | États-Unis                   | Lidl-Trek                    | + 1 min 36 s                 |
| 8e                           | Pelayo Sánchez               | Espagne                      | Movistar Team                | + 1 min 44 s                 |
| 9e                           | Jon Barrenetxea              | Espagne                      | Movistar Team                | + 2 min 16 s                 |
| 10e                          | Idar Andersen                | Norvège                      | Uno-X Mobility               | + 2 min 36 s                 |

| Classement du meilleur jeune | Classement du meilleur jeune | Classement du meilleur jeune | Classement du meilleur jeune | Classement du meilleur jeune |
| Coureur                      | Coureur                      | Pays                         | Équipe                       | Temps                        |
| ---------------------------- | ---------------------------- | ---------------------------- | ---------------------------- | ---------------------------- |
| 1er                          | Antonio Tiberi               | Italie                       | Bahrain Victorious           | 16 h 47 min 34 s             |
| 2e                           | Mauri Vansevenant            | Belgique                     | Soudal Quick-Step            | + 19 s                       |
| 3e                           | Juan Ayuso                   | Espagne                      | UAE Team Emirates            | + 21 s                       |
| 4e                           | Jordan Jegat                 | France                       | TotalEnergies                | + 54 s                       |
| 5e                           | Davide Piganzoli             | Italie                       | Team Polti Kometa            | + 1 min 04 s                 |
| 6e                           | Mats Wenzel                  | Luxembourg                   | Luxembourg                   | + 1 min 15 s                 |
| 7e                           | Quinn Simmons                | États-Unis                   | Lidl-Trek                    | + 1 min 36 s                 |
| 8e                           | Pelayo Sánchez               | Espagne                      | Movistar Team                | + 1 min 44 s                 |
| 9e                           | Jon Barrenetxea              | Espagne                      | Movistar Team                | + 2 min 16 s                 |
| 10e                          | Idar Andersen                | Norvège                      | Uno-X Mobility               | + 2 min 36 s                 |

| Classement par équipes | Classement par équipes     | Classement par équipes | Classement par équipes |
| Équipe                 | Équipe                     | Pays                   | Temps                  |
| ---------------------- | -------------------------- | ---------------------- | ---------------------- |
| 1re                    | UAE Team Emirates          | Émirats arabes unis    | 50 h 27 min 05 s       |
| 2e                     | Movistar Team              | Espagne                | + 30 s                 |
| 3e                     | Team Visma \| Lease a Bike | Pays-Bas               | + 1 min 33 s           |
| 4e                     | Groupama-FDJ               | France                 | + 1 min 57 s           |
| 5e                     | EF Education-EasyPost      | États-Unis             | + 3 min 14 s           |

| Classement par équipes | Classement par équipes     | Classement par équipes | Classement par équipes |
| Équipe                 | Équipe                     | Pays                   | Temps                  |
| ---------------------- | -------------------------- | ---------------------- | ---------------------- |
| 1re                    | UAE Team Emirates          | Émirats arabes unis    | 50 h 27 min 05 s       |
| 2e                     | Movistar Team              | Espagne                | + 30 s                 |
| 3e                     | Team Visma \| Lease a Bike | Pays-Bas               | + 1 min 33 s           |
| 4e                     | Groupama-FDJ               | France                 | + 1 min 57 s           |
| 5e                     | EF Education-EasyPost      | États-Unis             | + 3 min 14 s           |

## Évolution des classements
| Étape              | Vainqueur            | Classement général   | Classement par points | Classement de la montagne | Classement du meilleur jeune | Classement par équipes |
| ------------------ | -------------------- | -------------------- | --------------------- | ------------------------- | ---------------------------- | ---------------------- |
| 1                  | Mathieu van der Poel | Mathieu van der Poel | Mathieu van der Poel  | Pepijn Reinderink         | Finn Fisher-Black            | Visma-Lease a Bike     |
| 2                  | Mads Pedersen        | Mathieu van der Poel | Mathieu van der Poel  | Pepijn Reinderink         | Idar Andersen                | Visma-Lease a Bike     |
| 3                  | Mauri Vansevenant    | Mauri Vansevenant    | Mathieu van der Poel  | Pepijn Reinderink         | Mauri Vansevenant            | Visma-Lease a Bike     |
| 4                  | Juan Ayuso           | Mathieu van der Poel | Mathieu van der Poel  | Pepijn Reinderink         | Juan Ayuso                   | UAE Emirates           |
| 5                  | David Gaudu          | Antonio Tiberi       | Mathieu van der Poel  | Pepijn Reinderink         | Antonio Tiberi               | UAE Emirates           |
| Classements finals | Classements finals   | Antonio Tiberi       | Mathieu van der Poel  | Pepijn Reinderink         | Antonio Tiberi               | UAE Emirates           |

## Liste des participants
| UAE Team Emirates UAD | UAE Team Emirates UAD      | UAE Team Emirates UAD |
| --------------------- | -------------------------- | --------------------- |
| Num                   | Coureur                    | Pos                   |
| 1                     | Marc Hirschi (SUI)         | 6e                    |
| 2                     | Ivo Oliveira (POR)         | 81e                   |
| 3                     | Juan Ayuso (ESP)           | 5e                    |
| 4                     | Finn Fisher-Black (NZL)    | 29e                   |
| 5                     | Felix Großschartner (AUT)  | 37e                   |
| 6                     | Nils Politt (GER) (chrono) | 68e                   |

| Alpecin-Deceuninck ADC | Alpecin-Deceuninck ADC             | Alpecin-Deceuninck ADC |
| ---------------------- | ---------------------------------- | ---------------------- |
| Num                    | Coureur                            | Pos                    |
| 11                     | Mathieu van der Poel (NED) (route) | 2e                     |
| 12                     | Silvan Dillier (SUI)               | 78e                    |
| 13                     | Jimmy Janssens (BEL)               | NP-1                   |
| 14                     | Søren Kragh Andersen (DEN)         | NP-1                   |
| 15                     | Jente Michels (BEL)                | 55e                    |
| 16                     | Emiel Verstrynge (BEL)             | AB-1                   |

| Bahrain Victorious TBV | Bahrain Victorious TBV  | Bahrain Victorious TBV |
| ---------------------- | ----------------------- | ---------------------- |
| Num                    | Coureur                 | Pos                    |
| 21                     | Antonio Tiberi (ITA)    | 1er                    |
| 22                     | Robert Stannard (AUS)   | 64e                    |
| 23                     | Damiano Caruso (ITA)    | 32e                    |
| 24                     | Vlad Van Mechelen (BEL) | 85e                    |
| 25                     | Łukasz Wiśniowski (POL) | 86e                    |
| 26                     | Fred Wright (GBR)       | 38e                    |

| Decathlon-AG2R La Mondiale DAT | Decathlon-AG2R La Mondiale DAT | Decathlon-AG2R La Mondiale DAT |
| ------------------------------ | ------------------------------ | ------------------------------ |
| Num                            | Coureur                        | Pos                            |
| 31                             | Oscar Chamberlain (AUS)        | 82e                            |
| 32                             | Jaakko Hänninen (FIN) (route)  | 52e                            |
| 33                             | Jordan Labrosse (FRA)          | NP-3                           |
| 34                             | Nicolas Prodhomme (FRA)        | 14e                            |
| 35                             | Bastien Tronchon (FRA)         | 36e                            |
| 36                             | Andrea Vendrame (ITA)          | 43e                            |

| EF Education-EasyPost EFE | EF Education-EasyPost EFE | EF Education-EasyPost EFE |
| ------------------------- | ------------------------- | ------------------------- |
| Num                       | Coureur                   | Pos                       |
| 41                        | Rui Costa (POR) (route)   | 42e                       |
| 42                        | Esteban Chaves (COL)      | 28e                       |
| 43                        | Archie Ryan (IRL)         | 30e                       |
| 44                        | Jack Rootkin-Gray (GBR)   | 87e                       |
| 45                        | Jonas Rutsch (GER)        | 48e                       |
| 46                        | Harry Sweeny (AUS)        | 7e                        |

| Groupama-FDJ GFC | Groupama-FDJ GFC            | Groupama-FDJ GFC |
| ---------------- | --------------------------- | ---------------- |
| Num              | Coureur                     | Pos              |
| 51               | Kevin Geniets (LUX) (route) | 39e              |
| 52               | Laurence Pithie (NZL)       | 76e              |
| 53               | David Gaudu (FRA)           | 3e               |
| 54               | Valentin Madouas (FRA)      | 24e              |
| 55               | Rudy Molard (FRA)           | 34e              |
| 56               | Brieuc Rolland (FRA)        | AB-5             |

| Lidl-Trek LTK | Lidl-Trek LTK                          | Lidl-Trek LTK |
| ------------- | -------------------------------------- | ------------- |
| Num           | Coureur                                | Pos           |
| 61            | Alex Kirsch (LUX)                      | 56e           |
| 62            | Julien Bernard (FRA)                   | AB-5          |
| 63            | Amanuel Ghebreigzabhier (ERI) (chrono) | 62e           |
| 64            | Mads Pedersen (DEN)                    | 60e           |
| 65            | Mattias Skjelmose (DEN)                | AB-2          |
| 66            | Quinn Simmons (USA)                    | 13e           |

| Movistar Team MOV | Movistar Team MOV     | Movistar Team MOV |
| ----------------- | --------------------- | ----------------- |
| Num               | Coureur               | Pos               |
| 71                | Lorenzo Milesi (ITA)  | 65e               |
| 72                | Ruben Guerreiro (POR) | AB-2              |
| 73                | Jon Barrenetxea (ESP) | 17e               |
| 74                | William Barta (USA)   | 20e               |
| 75                | Davide Formolo (ITA)  | DQ-3              |
| 76                | Pelayo Sánchez (ESP)  | 15e               |

| Soudal Quick-Step SOQ | Soudal Quick-Step SOQ   | Soudal Quick-Step SOQ |
| --------------------- | ----------------------- | --------------------- |
| Num                   | Coureur                 | Pos                   |
| 81                    | Gianni Moscon (ITA)     | 83e                   |
| 82                    | Mauri Vansevenant (BEL) | 4e                    |
| 83                    | Louis Vervaeke (BEL)    | 67e                   |
| 84                    | Fausto Masnada (ITA)    | 53e                   |
| 85                    | Pepijn Reinderink (NED) | 41e                   |
| 86                    | Martin Svrček (SVK)     | AB-1                  |

| Team Visma \| Lease a Bike TVL | Team Visma \| Lease a Bike TVL | Team Visma \| Lease a Bike TVL |
| ------------------------------ | ------------------------------ | ------------------------------ |
| Num                            | Coureur                        | Pos                            |
| 91                             | Tosh Van der Sande (BEL)       | 69e                            |
| 92                             | Christophe Laporte (FRA)       | AB-5                           |
| 93                             | Wilco Kelderman (NED)          | 11e                            |
| 94                             | Bart Lemmen (NED)              | NP-5                           |
| 95                             | Johannes Staune-Mittet (NOR)   | 22e                            |
| 96                             | Tijmen Graat (NED)             | 23e                            |

| Lotto Dstny LTD | Lotto Dstny LTD             | Lotto Dstny LTD |
| --------------- | --------------------------- | --------------- |
| Num             | Coureur                     | Pos             |
| 101             | Logan Currie (NZL)          | AB-5            |
| 102             | Harm Vanhoucke (BEL)        | 47e             |
| 103             | Andreas Kron (DEN)          | AB-5            |
| 104             | Mathijs Paasschens (NED)    | 63e             |
| 105             | Johannes Adamietz (GER)     | 59e             |
| 106             | Jonas Gregaard Wilsly (DEN) | 45e             |

| Q36.5 Pro Cycling Team Q36 | Q36.5 Pro Cycling Team Q36  | Q36.5 Pro Cycling Team Q36 |
| -------------------------- | --------------------------- | -------------------------- |
| Num                        | Coureur                     | Pos                        |
| 111                        | Xabier Mikel Azparren (ESP) | 72e                        |
| 112                        | Mark Donovan (GBR)          | 50e                        |
| 113                        | Carl Fredrik Hagen (NOR)    | 26e                        |
| 114                        | Damien Howson (AUS)         | 49e                        |
| 115                        | Tobias Ludvigsson (SWE)     | 73e                        |
| 116                        | Szymon Sajnok (POL)         | 88e                        |

| TDT-Unibet TDT | TDT-Unibet TDT                    | TDT-Unibet TDT |
| -------------- | --------------------------------- | -------------- |
| Num            | Coureur                           | Pos            |
| 121            | Jordy Bouts (BEL)                 | 27e            |
| 122            | Cedrik Bakke Christophersen (NOR) | NP-2           |
| 123            | Hartthijs de Vries (NED)          | 25e            |
| 124            | Adrien Maire (FRA)                | AB-5           |
| 125            | Andreas Stokbro (DEN)             | 57e            |
| 126            | Adam Ťoupalík (CZE)               | NP-3           |

| Team Flanders-Baloise TFB | Team Flanders-Baloise TFB | Team Flanders-Baloise TFB |
| ------------------------- | ------------------------- | ------------------------- |
| Num                       | Coureur                   | Pos                       |
| 131                       | Kamiel Bonneu (BEL)       |                           |
| 132                       | Toon Clynhens (BEL)       | 51e                       |
| 133                       | Aaron Van Poucke (BEL)    | AB-2                      |
| 134                       | Victor Vercouillie (BEL)  | 80e                       |
| 135                       | Elias Maris (BEL)         | 33e                       |
| 136                       | Vincent Van Hemelen (BEL) | 66e                       |

| Team Polti Kometa PTK | Team Polti Kometa PTK  | Team Polti Kometa PTK |
| --------------------- | ---------------------- | --------------------- |
| Num                   | Coureur                | Pos                   |
| 141                   | Davide Bais (ITA)      | 54e                   |
| 142                   | Mattia Bais (ITA)      | 31e                   |
| 143                   | Giovanni Lonardi (ITA) | AB-5                  |
| 144                   | Mirco Maestri (ITA)    | 16e                   |
| 145                   | Davide Piganzoli (ITA) | 9e                    |
| 146                   | Javier Serrano (ESP)   | 46e                   |

| TotalEnergies TEN | TotalEnergies TEN       | TotalEnergies TEN |
| ----------------- | ----------------------- | ----------------- |
| Num               | Coureur                 | Pos               |
| 151               | Alan Jousseaume (FRA)   | 40e               |
| 152               | Jordan Jegat (FRA)      | 8e                |
| 153               | Pierre Latour (FRA)     | AB-2              |
| 154               | Paul Ourselin (FRA)     | HD-1              |
| 155               | Anthony Turgis (FRA)    | AB-5              |
| 156               | Alexis Vuillermoz (FRA) | 19e               |

| Tudor Pro Cycling Team TUD | Tudor Pro Cycling Team TUD | Tudor Pro Cycling Team TUD |
| -------------------------- | -------------------------- | -------------------------- |
| Num                        | Coureur                    | Pos                        |
| 161                        | Arthur Kluckers (LUX)      | AB-3                       |
| 162                        | Marco Brenner (GER)        | NP-2                       |
| 163                        | Alexander Kamp (DEN)       | AB-3                       |
| 164                        | Robin Froidevaux (SUI)     | 77e                        |
| 165                        | Michael Storer (AUS)       | 12e                        |
| 166                        | Roman Holzer (SUI)         | 75e                        |

| Uno-X Mobility UXM | Uno-X Mobility UXM         | Uno-X Mobility UXM |
| ------------------ | -------------------------- | ------------------ |
| Num                | Coureur                    | Pos                |
| 171                | Idar Andersen (NOR)        | 21e                |
| 172                | Odd Christian Eiking (NOR) | 18e                |
| 173                | Johannes Kulset (NOR)      | 61e                |
| 174                | Magnus Kulset (NOR)        | AB-2               |
| 175                | Henrik Pedersen (DEN)      | 74e                |
| 176                | Magnus Cort Nielsen (DEN)  | 58e                |

| Luxembourg LUX | Luxembourg LUX     | Luxembourg LUX |
| -------------- | ------------------ | -------------- |
| Num            | Coureur            | Pos            |
| 181            | Bob Jungels        | 35e            |
| 182            | Alexandre Kess     | 79e            |
| 183            | Mathieu Kockelmann | 84e            |
| 184            | Noé Ury            | 71e            |
| 185            | Arno Wallenborn    | 44e            |
| 186            | Mats Wenzel        | 10e            |

| UAE Team Emirates UAD | UAE Team Emirates UAD      | UAE Team Emirates UAD |
| --------------------- | -------------------------- | --------------------- |
| Num                   | Coureur                    | Pos                   |
| 1                     | Marc Hirschi (SUI)         | 6e                    |
| 2                     | Ivo Oliveira (POR)         | 81e                   |
| 3                     | Juan Ayuso (ESP)           | 5e                    |
| 4                     | Finn Fisher-Black (NZL)    | 29e                   |
| 5                     | Felix Großschartner (AUT)  | 37e                   |
| 6                     | Nils Politt (GER) (chrono) | 68e                   |

| Alpecin-Deceuninck ADC | Alpecin-Deceuninck ADC             | Alpecin-Deceuninck ADC |
| ---------------------- | ---------------------------------- | ---------------------- |
| Num                    | Coureur                            | Pos                    |
| 11                     | Mathieu van der Poel (NED) (route) | 2e                     |
| 12                     | Silvan Dillier (SUI)               | 78e                    |
| 13                     | Jimmy Janssens (BEL)               | NP-1                   |
| 14                     | Søren Kragh Andersen (DEN)         | NP-1                   |
| 15                     | Jente Michels (BEL)                | 55e                    |
| 16                     | Emiel Verstrynge (BEL)             | AB-1                   |

| Bahrain Victorious TBV | Bahrain Victorious TBV  | Bahrain Victorious TBV |
| ---------------------- | ----------------------- | ---------------------- |
| Num                    | Coureur                 | Pos                    |
| 21                     | Antonio Tiberi (ITA)    | 1er                    |
| 22                     | Robert Stannard (AUS)   | 64e                    |
| 23                     | Damiano Caruso (ITA)    | 32e                    |
| 24                     | Vlad Van Mechelen (BEL) | 85e                    |
| 25                     | Łukasz Wiśniowski (POL) | 86e                    |
| 26                     | Fred Wright (GBR)       | 38e                    |

| Decathlon-AG2R La Mondiale DAT | Decathlon-AG2R La Mondiale DAT | Decathlon-AG2R La Mondiale DAT |
| ------------------------------ | ------------------------------ | ------------------------------ |
| Num                            | Coureur                        | Pos                            |
| 31                             | Oscar Chamberlain (AUS)        | 82e                            |
| 32                             | Jaakko Hänninen (FIN) (route)  | 52e                            |
| 33                             | Jordan Labrosse (FRA)          | NP-3                           |
| 34                             | Nicolas Prodhomme (FRA)        | 14e                            |
| 35                             | Bastien Tronchon (FRA)         | 36e                            |
| 36                             | Andrea Vendrame (ITA)          | 43e                            |

| EF Education-EasyPost EFE | EF Education-EasyPost EFE | EF Education-EasyPost EFE |
| ------------------------- | ------------------------- | ------------------------- |
| Num                       | Coureur                   | Pos                       |
| 41                        | Rui Costa (POR) (route)   | 42e                       |
| 42                        | Esteban Chaves (COL)      | 28e                       |
| 43                        | Archie Ryan (IRL)         | 30e                       |
| 44                        | Jack Rootkin-Gray (GBR)   | 87e                       |
| 45                        | Jonas Rutsch (GER)        | 48e                       |
| 46                        | Harry Sweeny (AUS)        | 7e                        |

| Groupama-FDJ GFC | Groupama-FDJ GFC            | Groupama-FDJ GFC |
| ---------------- | --------------------------- | ---------------- |
| Num              | Coureur                     | Pos              |
| 51               | Kevin Geniets (LUX) (route) | 39e              |
| 52               | Laurence Pithie (NZL)       | 76e              |
| 53               | David Gaudu (FRA)           | 3e               |
| 54               | Valentin Madouas (FRA)      | 24e              |
| 55               | Rudy Molard (FRA)           | 34e              |
| 56               | Brieuc Rolland (FRA)        | AB-5             |

| Lidl-Trek LTK | Lidl-Trek LTK                          | Lidl-Trek LTK |
| ------------- | -------------------------------------- | ------------- |
| Num           | Coureur                                | Pos           |
| 61            | Alex Kirsch (LUX)                      | 56e           |
| 62            | Julien Bernard (FRA)                   | AB-5          |
| 63            | Amanuel Ghebreigzabhier (ERI) (chrono) | 62e           |
| 64            | Mads Pedersen (DEN)                    | 60e           |
| 65            | Mattias Skjelmose (DEN)                | AB-2          |
| 66            | Quinn Simmons (USA)                    | 13e           |

| Movistar Team MOV | Movistar Team MOV     | Movistar Team MOV |
| ----------------- | --------------------- | ----------------- |
| Num               | Coureur               | Pos               |
| 71                | Lorenzo Milesi (ITA)  | 65e               |
| 72                | Ruben Guerreiro (POR) | AB-2              |
| 73                | Jon Barrenetxea (ESP) | 17e               |
| 74                | William Barta (USA)   | 20e               |
| 75                | Davide Formolo (ITA)  | DQ-3              |
| 76                | Pelayo Sánchez (ESP)  | 15e               |

| Soudal Quick-Step SOQ | Soudal Quick-Step SOQ   | Soudal Quick-Step SOQ |
| --------------------- | ----------------------- | --------------------- |
| Num                   | Coureur                 | Pos                   |
| 81                    | Gianni Moscon (ITA)     | 83e                   |
| 82                    | Mauri Vansevenant (BEL) | 4e                    |
| 83                    | Louis Vervaeke (BEL)    | 67e                   |
| 84                    | Fausto Masnada (ITA)    | 53e                   |
| 85                    | Pepijn Reinderink (NED) | 41e                   |
| 86                    | Martin Svrček (SVK)     | AB-1                  |

| Team Visma \| Lease a Bike TVL | Team Visma \| Lease a Bike TVL | Team Visma \| Lease a Bike TVL |
| ------------------------------ | ------------------------------ | ------------------------------ |
| Num                            | Coureur                        | Pos                            |
| 91                             | Tosh Van der Sande (BEL)       | 69e                            |
| 92                             | Christophe Laporte (FRA)       | AB-5                           |
| 93                             | Wilco Kelderman (NED)          | 11e                            |
| 94                             | Bart Lemmen (NED)              | NP-5                           |
| 95                             | Johannes Staune-Mittet (NOR)   | 22e                            |
| 96                             | Tijmen Graat (NED)             | 23e                            |

| Lotto Dstny LTD | Lotto Dstny LTD             | Lotto Dstny LTD |
| --------------- | --------------------------- | --------------- |
| Num             | Coureur                     | Pos             |
| 101             | Logan Currie (NZL)          | AB-5            |
| 102             | Harm Vanhoucke (BEL)        | 47e             |
| 103             | Andreas Kron (DEN)          | AB-5            |
| 104             | Mathijs Paasschens (NED)    | 63e             |
| 105             | Johannes Adamietz (GER)     | 59e             |
| 106             | Jonas Gregaard Wilsly (DEN) | 45e             |

| Q36.5 Pro Cycling Team Q36 | Q36.5 Pro Cycling Team Q36  | Q36.5 Pro Cycling Team Q36 |
| -------------------------- | --------------------------- | -------------------------- |
| Num                        | Coureur                     | Pos                        |
| 111                        | Xabier Mikel Azparren (ESP) | 72e                        |
| 112                        | Mark Donovan (GBR)          | 50e                        |
| 113                        | Carl Fredrik Hagen (NOR)    | 26e                        |
| 114                        | Damien Howson (AUS)         | 49e                        |
| 115                        | Tobias Ludvigsson (SWE)     | 73e                        |
| 116                        | Szymon Sajnok (POL)         | 88e                        |

| TDT-Unibet TDT | TDT-Unibet TDT                    | TDT-Unibet TDT |
| -------------- | --------------------------------- | -------------- |
| Num            | Coureur                           | Pos            |
| 121            | Jordy Bouts (BEL)                 | 27e            |
| 122            | Cedrik Bakke Christophersen (NOR) | NP-2           |
| 123            | Hartthijs de Vries (NED)          | 25e            |
| 124            | Adrien Maire (FRA)                | AB-5           |
| 125            | Andreas Stokbro (DEN)             | 57e            |
| 126            | Adam Ťoupalík (CZE)               | NP-3           |

| Team Flanders-Baloise TFB | Team Flanders-Baloise TFB | Team Flanders-Baloise TFB |
| ------------------------- | ------------------------- | ------------------------- |
| Num                       | Coureur                   | Pos                       |
| 131                       | Kamiel Bonneu (BEL)       |                           |
| 132                       | Toon Clynhens (BEL)       | 51e                       |
| 133                       | Aaron Van Poucke (BEL)    | AB-2                      |
| 134                       | Victor Vercouillie (BEL)  | 80e                       |
| 135                       | Elias Maris (BEL)         | 33e                       |
| 136                       | Vincent Van Hemelen (BEL) | 66e                       |

| Team Polti Kometa PTK | Team Polti Kometa PTK  | Team Polti Kometa PTK |
| --------------------- | ---------------------- | --------------------- |
| Num                   | Coureur                | Pos                   |
| 141                   | Davide Bais (ITA)      | 54e                   |
| 142                   | Mattia Bais (ITA)      | 31e                   |
| 143                   | Giovanni Lonardi (ITA) | AB-5                  |
| 144                   | Mirco Maestri (ITA)    | 16e                   |
| 145                   | Davide Piganzoli (ITA) | 9e                    |
| 146                   | Javier Serrano (ESP)   | 46e                   |

| TotalEnergies TEN | TotalEnergies TEN       | TotalEnergies TEN |
| ----------------- | ----------------------- | ----------------- |
| Num               | Coureur                 | Pos               |
| 151               | Alan Jousseaume (FRA)   | 40e               |
| 152               | Jordan Jegat (FRA)      | 8e                |
| 153               | Pierre Latour (FRA)     | AB-2              |
| 154               | Paul Ourselin (FRA)     | HD-1              |
| 155               | Anthony Turgis (FRA)    | AB-5              |
| 156               | Alexis Vuillermoz (FRA) | 19e               |

| Tudor Pro Cycling Team TUD | Tudor Pro Cycling Team TUD | Tudor Pro Cycling Team TUD |
| -------------------------- | -------------------------- | -------------------------- |
| Num                        | Coureur                    | Pos                        |
| 161                        | Arthur Kluckers (LUX)      | AB-3                       |
| 162                        | Marco Brenner (GER)        | NP-2                       |
| 163                        | Alexander Kamp (DEN)       | AB-3                       |
| 164                        | Robin Froidevaux (SUI)     | 77e                        |
| 165                        | Michael Storer (AUS)       | 12e                        |
| 166                        | Roman Holzer (SUI)         | 75e                        |

| Uno-X Mobility UXM | Uno-X Mobility UXM         | Uno-X Mobility UXM |
| ------------------ | -------------------------- | ------------------ |
| Num                | Coureur                    | Pos                |
| 171                | Idar Andersen (NOR)        | 21e                |
| 172                | Odd Christian Eiking (NOR) | 18e                |
| 173                | Johannes Kulset (NOR)      | 61e                |
| 174                | Magnus Kulset (NOR)        | AB-2               |
| 175                | Henrik Pedersen (DEN)      | 74e                |
| 176                | Magnus Cort Nielsen (DEN)  | 58e                |

| Luxembourg LUX | Luxembourg LUX     | Luxembourg LUX |
| -------------- | ------------------ | -------------- |
| Num            | Coureur            | Pos            |
| 181            | Bob Jungels        | 35e            |
| 182            | Alexandre Kess     | 79e            |
| 183            | Mathieu Kockelmann | 84e            |
| 184            | Noé Ury            | 71e            |
| 185            | Arno Wallenborn    | 44e            |
| 186            | Mats Wenzel        | 10e            |